# Elaphoidella
Elaphoidella é um género de crustáceo da família Canthocamptidae.
Este género contém as seguintes espécies:
- Elaphoidella amabilis
- Elaphoidella franci
- Elaphoidella jeanneli
- Elaphoidella kieferi